# Новочеркасский станкостроительный завод
Новочерка́сский станкострои́тельный заво́д (НСЗ) — предприятие по производству станков, располагавшееся в г. Новочеркасск. Ныне не существует.

## Трудовая колония
Новочеркасский станкостроительный завод основан в 1938 году на базе Новочеркасской трудовой колонии для несовершеннолетних преступников в системе НКВД и был подчинён Народному Комиссару станкостроения.

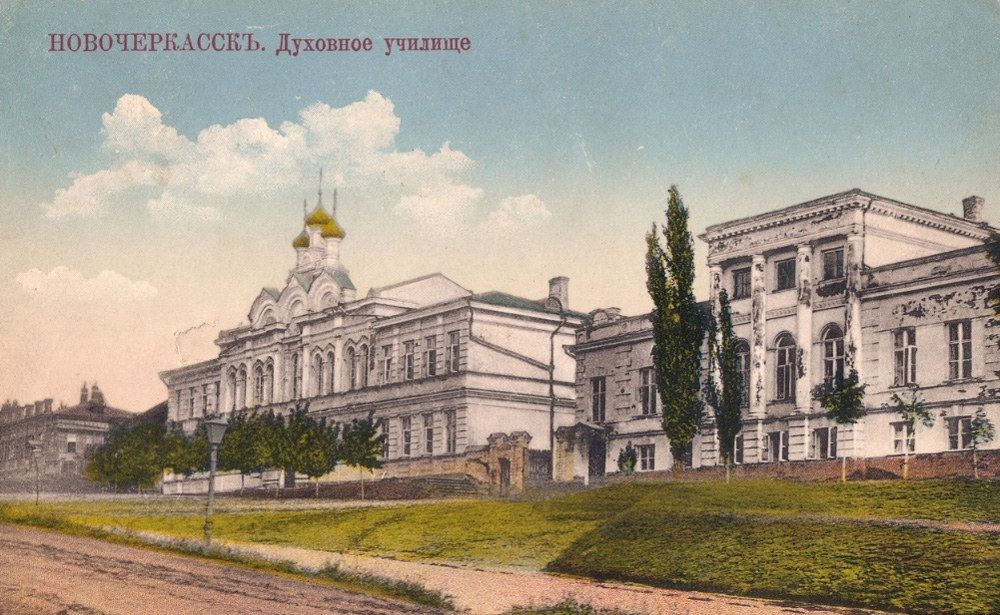
Духовное и уездное училища на дореволюционной открытке

Изначально на этом месте находилось Новочеркасское духовное училище. После Октябрьской революции училище закрыли. Здесь была организована колония для малолетних беспризорных детей. Помещение домовой церкви использовалось как актовый зал, конференц-зал и библиотека. Беспризорников обучали литейному делу и другим производственным профессиям, заложив таким образом основы будущего станкостроительного завода.
Трудовая колония была организована в 1922 году, главная задача заключалась в воспитании малолетних преступников.
В 1922 году колония начала производить токарные станки типа ТН-15.
В 1934 трудовая колония перешла в подчинение Народного Комиссара Внутренних дел СССР.
В 1938 трудовая колония была реорганизована в станкостроительный завод. С 1932 по 1942 выпускались станки типа ТН-15.

## Военные годы
В годы Великой Отечественной войны, во время временной оккупации г. Новочеркасска немецко-фашистскими захватчиками с июля 1942 по февраль 1943 станкостроительный завод был эвакуирован в г. Троицк (Челябинской области). После освобождения города Советской Армией от фашистских захватчиков коллектив завода приступил к его восстановлению.

## Послевоенные годы

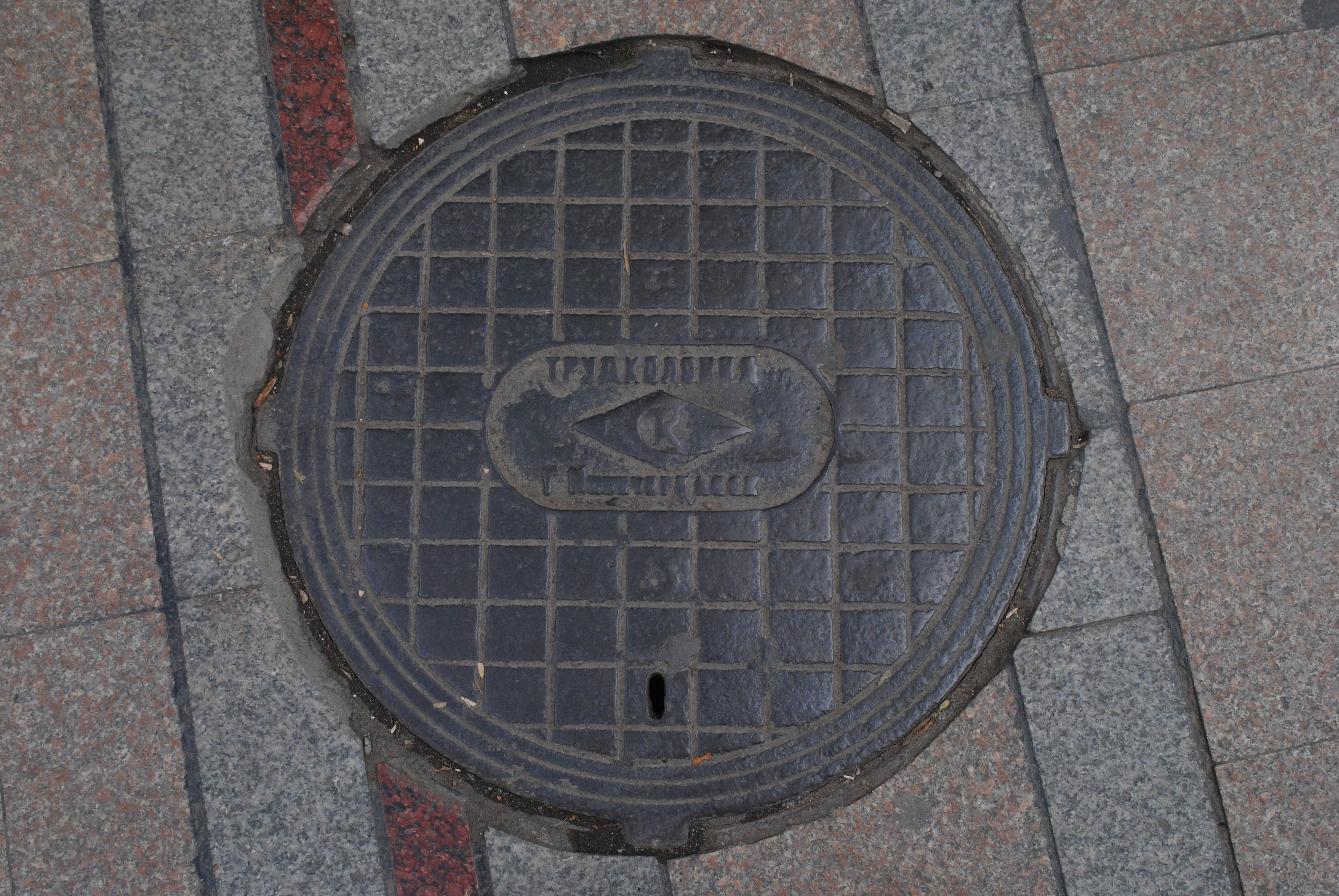
Созданный на предприятии люк

С 1945 по 1956 год завод выпускал различную по номенклатуре продукцию, одновременно станкостроительный завод осваивал новый выпуск металлорежущих станков.
Решением Госплана РСФСР о специализации Новочеркасского станкостроительного завода на выпуске токарно-револьверных станков с наибольшим диаметром обрабатываемых прутков 12, 18 и 25 мм производство вертикально-сверлильных станков было прекращено с декабря 1956 года.
С 1945 его продукция становится более разнообразной, пользуется спросом не только в СССР, но и за рубежом. Завод поставлял центрошлифовальные, вертикально-сверлильные станки, станки-полуавтоматы в Китай и Корею.
С января 1957 завод специализировался на выпуске только револьверных станков. В административном отношении подчинялся Министру станкостроений и инструментальной промышленности СССР. С 1957 станкостроительный завод передан Совету Народного хозяйства.
В феврале 1963 года завод был передан в подчинение Управления станкостроительной и инструментальной промышленности Северо-Кавказского Совета народного хозяйства в связи с укрупнением Совнархозов. Переподчинение произошло на основании распоряжения № 22 от 29 января 1963 г. Северо-Кавказского Совета Народного хозяйства.
В соответствии с Постановлением Совета Министров СССР от 12 октября 1965 г. № 755 Новочеркасский станкостроительный завод передан в введение Министру станкостроительной и инструментальной промышленности СССР.
Согласно исторической справке датируемой 1967 годом, в период 60-х годов завод выпускал следующие станки:
| № п/п | Наименование                       | Модификация |
| ----- | ---------------------------------- | ----------- |
| 1     | Токарно-револьверный станок        | мод. 1Н318  |
| 2     | Токарно-револьверный станок        | мод. 1Н325  |
| 3     | Токарно-револьверный станок        | мод. 1Г325  |
| 4     | Токарно-револьверный станок        | мод. 1Н318Р |
| 5     | Специальные станки                 | мод. НР-2   |
| 6     | Узлы к токарно-карусельному станку | мод. 1541   |

В дальнейшем осваивался выпуск станков с числовым программным управлением. Продукция завода получила высокую оценку на ВДНХ; до 30 % ее экспортировалось в Турцию, Индию, Сирию, Алжир и другие зарубежные страны. За годы своего существования завод значительно расширил производственные мощности: были возведены новые цеха, оснащенные всем необходимым. Он неизменно был одним из передовых предприятий в городе.
Завод имел промышленную площадь 4,35 га, железнодорожную ветку на станции Хотунок с прирельсовой площадкой 0,9 га, находившейся в 6 км от промышленной площадки..

## Постсоветский период
В постсоветское время, как и многие другие предприятия, завод переживает спад производства. Перешел на серийное производство небольших сверлильно-расточных, деревообрабатывающих и универсальных станков для малых производств, фермерских хозяйств. Организовано производство и начат выпуск редукторов для автобетоносмесителей.
В серийное производство запускается уникальная хирургическая дрель, которая применяется в сложнейших травматологических операциях, в том числе и в полевых условиях. Это изделие высокого технического уровня было разработано конструкторами завода совместно с учеными ЮРГТУ. затем станкостроительный завод вошел в ООО ПО «Машиностроитель». В 1999 году окончательно обанкротилось и перестало существовать.